# Nelegești
Nelegești falu Romániában, Erdélyben, Fehér megyében. Közigazgatásilag Aranyosszohodol községhez tartozik.

## Fekvése
Luminești közelében fekvő település.

## Története
Nelegeşti korábban Luminești része volt, 1956 körül vált külön 86 lakossal. 1966-ban 97, 1977-ben 74, 1992-ben 44, 2002-ben pedig 30 román lakosa volt.